# La amiga
La amiga é um filme de drama argentino de 1988 dirigido por Jeanine Meerapfel. Foi selecionado como representante da Argentina à edição do Oscar 1989, organizada pela Academia de Artes e Ciências Cinematográficas.

## Elenco
- Liv Ullmann ... María
- Cipe Lincovsky ... Raquel Kessler
- Federico Luppi ... Pancho
- Víctor Laplace ... Diego
- Lito Cruz ... Tito